# PEFC
Programme for the Endorsement of Forest Certification (PEFC) je mezinárodní, nezisková, nevládní organizace která propaguje udržitelné lesní hospodářství skrze nezávislou certifikaci třetí stran. Je považován za certifikační systém vhodný pro malé vlastníky lesů.
Je tvořen 35 nezávislými národními certifikačními systémy které představují více než 300 milionů hektarů certifikovaných lesů, což z něj činí největším certifikačním systémem na světě, zahrnující asi dvě třetiny všech certifikovaných lesů na planetě. Byl založen ve Švýcarské Ženevě.

## Historie
PEFC bylo založeno v roce 1999, jako odpověď na potřeby malých a rodinných vlastníků lesů, jako mezinárodní zastřešující organisace poskytující nezávislé posouzení, schválení a uznání národních certifikačních systémů. Reagovalo na potřebu mechanismu umožňujícího nezávislé vypracovávání národních norem přizpůsobených politické, hospodářské, sociální, environmentální a kulturní realitě příslušných zemí a současně zajištění dodržování mezinárodně uznávaných požadavků a globálního přijetí.
Po úspěšném zavedení systému v Evropě, Austrálii a Chile které se stalo první neevropskou zemí, jejíž certifikační systém byl uznán v roce 2004. Certifikační kritéria PEFC jsou založena na globálně platných principech, pokynech a kritériích vypracovaných mezinárodními a mezivládními orgány se širokým konsensem ze strany zúčastněných stran.
V roce 2009 byl PEFC největším lesnickým certifikačním systémem na světě. Zpravidla bývá vhodný pro malé vlastníky.

## Kritéria udržitelného lesního hospodářství

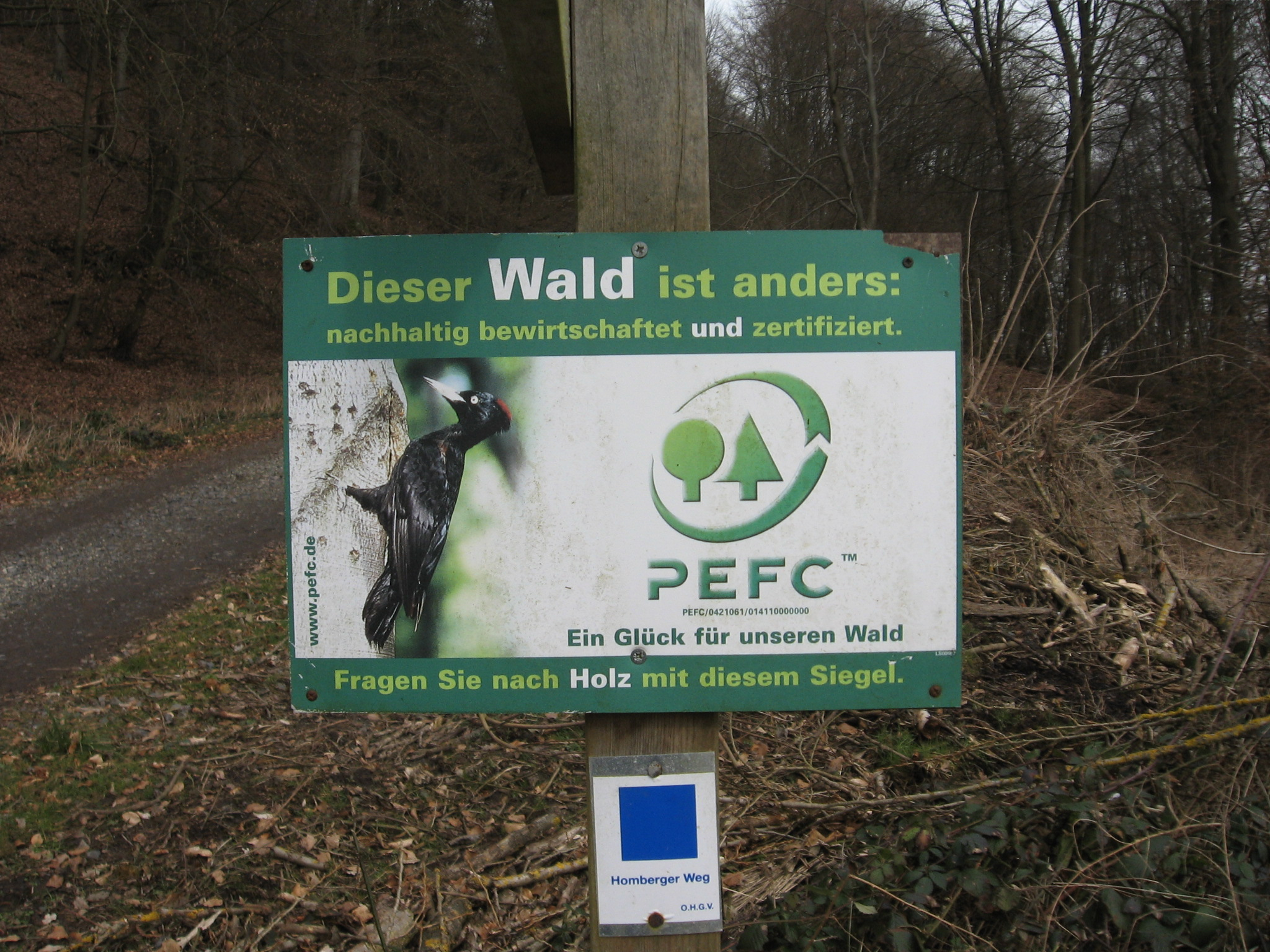
Štítek PEFC v německém Marburg-Schröck.

PEFC International je jediným mezinárodním systémem certifikace lesů, který zakládá své kritéria na mezinárodně uznávaných mezivládních úmluvách a pokynech, čímž propojuje kritéria udržitelnosti s existujícími vládními postupy. To zahrnuje:
- Pan-European Criteria, Indicators and Operational Level Guidelines for Sustainable Forest Management (Ministerial Conference on the Protection of Forests in Europe)[7]
- ATO/ITTO Principles, criteria and indicators for the sustainable forest management of African natural tropical forests (ATO/ITTO)[8]
- ITTO guidelines on sustainable forest management (ITTO)[9]

PEFC vyžaduje dodržování všech hlavních úmluv ILO, i v zemích kde nebyly ratifikovány. Těmito úmluvami jsou
- No 29: Nucená práce (1930)
- No 87: Freedom of Associations and Protection of the Right to Organise (1948)
- No 98: Right to Organise and Collective Bargaining (1949)
- No 100: Equal Remuneration (1951)
- No 105: Abolition of Forced Labour (1957)
- No 111: Discrimination (Employment and Occupation) (1958)
- No 138: Minimum Age for Admission to Employment (1973)
- No. 182: Worst Forms of Child Labour (1999)

## Národní systémy certifikace lesů
PEFC uznává pouze lesní certifikáty které sama prověřila.
Vnitrostátní certifikační systémy pro lesnictví, které chtějí být uznány, jsou povinny stanovit normy, které budou odpovídat požadavkům ISO/IEC 59:1994 Kodex osvědčených postupů pro standardizaci. Národní standard musí být vytvořen tzv. Národními řídícími orgány a musí být splněny požadavky na transparentnost, konzultace a rozhodování na základě konsensu. Tyto pokyny také popisují postupy pro revizi a změnu norem a poskytují těm, kteří využívají tento standard budoucí jistoty.

### Schvalování
Všechny standardy schválené podle PEFC byly podrobeny přísnému veřejnému přezkumu během jejich vývoje. Národní lesní certifikační systémy, které chtějí získat potvrzení od PEFC, podléhají nezávislému posouzení, aby bylo zajištěno, že splňuje mnoho požadavků PEFC pro proces vývoje norem, veřejné revize a požadavky na správu lesů. Zpráva konzultanta je přezkoumána nezávislou skupinou odborníků a PEFC a pokud je vyhovující, je nová norma schválena členy PEFC jako norma schválená podle PEFC.
V souladu se svým závazkem transparentnosti zpřístupňuje PEFC veřejnosti celou dokumentaci o vnitrostátním systému certifikace lesů, včetně nezávislých hodnocení.

### Zastoupení
Země se systémem certifikace lesů uznaným PEFC jsou Argentina, Austrálie, Bělorusko, Belgie, Brazílie, Chile, Čína, Česko, Dánsko, Estonsko, Finsko, Francie, Gabon, Indonésie, Irsko, Itálie, Kanada, Lotyšsko, Lucemburk, Malajsie, Německo, Nizozemsko, Norsko, Polsko, Portugalsko, Rakousko, Rusko, Slovensko, Slovinsko, Velká Británie, Španělsko, Švédsko, Švýcarsko, USA, a Uruguay.

## Kritika a alternativní systémy certifikace
Forest Stewardship Council (FSC) je hlavním alternativním systémem certifikace lesů. Vzájemné uznávání certifikovaných materiálů FSC a PEFC v zásobitelském řetězci se dosud nestalo. FSC a PEFC však používají stejný standard správy lesů v zemích jako Spojené království, Švýcarsko a Norsko. Malajsie předložila svůj systém certifikace dřeva pro schválení PEFC, který je z velké části založen na principech a kritériích FSC jako vzoru.
Časopis "Cash Investigation" France 2 TV, ve svém vydání ze dne 24. ledna 2017 vyplývá, že nebylo dosaženo žádného nebo jen velmi málo kontroly při udělení označení PEFC, označování míst, která neměla nic společného s lesy, jako je supermarket, letiště nebo dva reaktory francouzského jaderné elektrárny. 7 štítků bylo uděleno 9 falešných aplikací. Zástupce ze Švýcarska o PEFC mluví o závažných dysfunkcích a slibuje, že tyto případy úplně osvětlí.
Několik environmentálních nevládních organisací, například Australská The Wilderness Society, Greenpeace a FERN kritizovali PEFC. Greenpeace nevěří, že alternativy k FSC, včetně PEFC, mohou zajistit odpovědné hospodaření s lesy.
PEFC byl zaveden jako přímá alternativa k ekologičtějším systémům v Německu.